# 홍산 금천 석홍교 중창비
홍산 금천 석홍교 중창비는 충청남도 부여군 홍산면 북촌리, 홍산초등학교에 있는 비석이다. 2010년 12월 31일 부여군의 향토문화유산 제110호로 지정되었다.

## 같이 보기
- 홍산초등학교